# Dreaming with a Broken Heart
Dreaming with a Broken Heart is een popnummer van de Amerikaanse singer-songwriter John Mayer uit 2007. Het is de vierde single van zijn derde studioalbum Continuum.
Het nummer is een ballad over een man die het moeilijk vindt om de draad weer op te pakken nadat zijn vrouw hem heeft verlaten. Iedere ochtend wordt hij wakker met het besef dat zijn vrouw weg is, waar hij moeilijk aan kan wennen. Hij vraagt zich af of hij hoop moet houden door rozen in zijn hand te houden terwijl hij slaapt, maar hij weet dat ze nooit meer terug zal komen. Ook kan hij niet meer geloven dat ze echt bij hem in zijn woonkamer is geweest, omdat hij haar zo mist.
Het nummer werd nergens een hit. In de Amerikaanse Billboard Hot 100 bereikte het de 99e positie. Hoewel het in Nederland ook slechts de 96e positie in de Single Top 100 haalde, geniet het wel bekendheid en wordt het regelmatig op de radio gedraaid.